# Filammón
Filammón (údajně kolem 1290 př. n. l.) byl bájný řecký rapsód. Není známo, jestli vůbec reálně existoval a o jeho životě se také dochovalo poměrně málo zpráv, např. u Eusébia. Měl být synem boha Apollóna nebo rapsóda Chrysothemida, jeho synem měl být pěvec Thamyridos. Žil v Delfách, kde zavedl chrámové dívčí sbory a složil hymny k poctě bohyně Artemis a boha Apollóna. Údajně padl v boji s Thráky.